# Acaulopage lophospora
Acaulopage lophospora är en svampart som beskrevs av Drechsler 1946. Acaulopage lophospora ingår i släktet Acaulopage och familjen Zoopagaceae.   Inga underarter finns listade i Catalogue of Life.